# Roßleben-Wiehe
Roßleben-Wiehe é um município da Alemanha, situado no distrito de Kyffhäuserkreis, no estado da Turíngia. Tem 73,04 km² de área, e sua população em 2019 foi estimada em 7.476 habitantes. Foi formado em 1 de janeiro de 2019, após a fusão dos antigos municípios de Roßleben, Wiehe, Donndorf e Nausitz.